# Prueba de mantenimiento
Una prueba de mantenimiento es una prueba que se realiza para identificar problemas del equipo, diagnosticar problemas del equipo o confirmar que las medidas de reparación han sido efectivas. Se puede realizar ya sea a nivel del sistema (p. ej., el sistema HVAC), a nivel de equipo (p. ej., el soplador en una línea HVAC) o a nivel de componente (p. ej., un chip de control en la caja de control del soplador en el línea HVAC).

## Base técnica para las pruebas
Las pruebas de mantenimiento utilizan requisitos de rendimiento del sistema para identificar los componentes apropiados para su posterior inspección o reparación. Un buen programa de pruebas registrará los resultados de las pruebas y las acciones de mantenimiento tomadas. Estos datos se evaluarán en busca de tendencias y servirán como base para tomar decisiones sobre la frecuencia adecuada de las pruebas, la necesidad de reemplazar o actualizar el equipo y las oportunidades de mejora del rendimiento.

## Inspección y pruebas en servicio
Un nivel de pruebas de mantenimiento es la inspección o inspección en servicio, que normalmente es una prueba o una serie de pruebas realizadas con una frecuencia establecida por el fabricante en función de la experiencia previa con el sistema/equipo/componente o en un análisis de ingeniería de la falla probable. tarifa por el equipo.
- Ejemplos típicos de inspecciones y pruebas incluyen: Inspecciones periódicas de vehículos exigidas por las autoridades reguladoras para características importantes para la protección ambiental (por ejemplo, emisiones de escape) o para la seguridad (por ejemplo, luces de freno y señales).

- Inspecciones periódicas de los equipos de las centrales nucleares importantes para el funcionamiento seguro de la instalación. Dichas inspecciones incluyen una variedad de pruebas tales como:

 * Pruebas de tasa de fuga de estructuras de contención (el límite del reactor, la vasija de contención, etc.).

* Pruebas de calibración para garantizar que los sistemas de apagado se activen en condiciones de exceso de potencia o exceso de temperatura.
- El examen físico médico o el examen clínico pueden considerarse pruebas de diagnóstico de la inspección en servicio del cuerpo humano.
- Las pruebas de rendimiento, como las pruebas de vibración del eje de la turbina para identificar el desgaste y planificar el mantenimiento, son una forma de prueba de diagnóstico.

## Evaluación y tendencias de los resultados de las pruebas
Un buen programa de pruebas registrará los resultados de las pruebas y las acciones de mantenimiento tomadas. Estos datos se evaluarán en busca de tendencias y servirán como base para tomar decisiones sobre la frecuencia adecuada de las pruebas, la necesidad de reemplazar o actualizar el equipo y las oportunidades de mejora del rendimiento.

## Tipos de mantenimiento para los que se pueden utilizar las pruebas
El mantenimiento se divide en las siguientes cuatro categorías: 
- Mantenimiento preventivo: cambios en el sistema existente para reducir el riesgo de fallas durante la operación.
- Mantenimiento correctivo: corrección de problemas durante el uso del sistema.
- Mantenimiento perfectivo: mejoras (modificaciones) para mejorar la seguridad, confiabilidad, eficiencia o rentabilidad de la operación.
- Mantenimiento adaptativo: adaptaciones para abordar los requisitos que surgen debido a cambios en el entorno o nuevas regulaciones.